# エフエムむつ
株式会社エフエムむつは、青森県むつ市の一部地域を放送対象地域として超短波放送（FM放送）をする特定地上基幹放送事業者である。
FM AZUR（エフエムアジュール）の愛称でコミュニティ放送をしている。

## 概要
1997年（平成9年）開局。青森県初のコミュニティ放送局、本州最北の放送局である。
1996年（平成8年）に、むつ市の関乃井酒造の関實社長（当時）は、日本最北端の放送局エフエムわっかない（稚内市）を訪れたことをきっかけに、むつ市でのコミュニティ放送局の開局を決意、「FMコミュニティ放送をすすめる会」を設立した。すすめる会は「むつ市FMコミュニティ放送推進協議会」となり、翌1997年に免許人とすべく株式会社エフエムむつを設立。関實が初代代表取締役社長に就任し、開局に至った。
愛称の「AZUR」はフランス語で紺碧（アジュール）の意味で公募で決定された。
コンセプトは「夢と文化をむつ市民に発信」。
登記上の本社は柳町の関乃井酒造内にある。実質的な本社でもある演奏所（スタジオ）は当初、柳町の坪眼鏡店内にあったが、2006年（平成18年）に田名部町のむつ来さまい館に移転した。サテライトスタジオとして、中央のむつ市役所の緊急放送用と小川町のマエダ本店に「スタジオ248」がある。
送信所は金谷の下北文化会館にあり、放送局（現・特定地上基幹放送局）の呼出符号はJOZZ2AH-FM、呼出名称はエフエムむつ、周波数76.2MHz、当初の空中線電力は10Wで放送区域はむつ市の一部地域。2001年（平成13年）に空中線電力を20Wに増力した。
2007年（平成19年）には、2005年（平成17年）の川内町・大畑町・脇野沢村の編入による市域の広域化に対応し、中継局を3局開設した。
| 局名                                                      | 周波数  | 空中線電力 | ERP   | 放送区域     | 放送区域内世帯数               | 設置場所                                 |
| --------------------------------------------------------- | ------- | ---------- | ----- | ------------ | ------------------------------ | ---------------------------------------- |
| 大畑中継局                                                | 76.2MHz | 20W        | 89W   | むつ市の一部 | 2万644世帯 むつ市全世帯の84.3% | 大畑町字湧館 大畑中央公園内              |
| 川内中継局                                                | 76.2MHz | 20W        | 17.5W | むつ市の一部 | 2万644世帯 むつ市全世帯の84.3% | 川内町字川内477番地 むつ市役所川内支所内 |
| 脇野沢中継局                                              | 76.2MHz | 20W        | 17.5W | むつ市の一部 | 2万644世帯 むつ市全世帯の84.3% | 脇野沢桂沢80番地 むつ市立脇野沢小学校    |
| 注 放送区域内世帯数は下北文化会館の親局によるものとの合算 |         |            |       |              |                                |                                          |

- 放送エリアは、「エリア拡大」[8]を参照

インターネット配信はJCBAインターネットサイマルラジオによる。
自社制作番組以外では、ミュージックバードの番組を放送。コミュニティチャンネルのほか、KAYO&ENKAチャンネルの番組も放送される。
むつ市とは、定期番組放送・不定期情報放送・緊急災害情報放送に関する「放送委託契約」を締結している。

## 沿革
- 1996年（平成8年）12月16日 - むつ市FMコミュニティ放送推進協議会設立[3]
- 1997年（平成9年）
  - 5月27日 - 無線局免許申請及び受理[9]
  - 8月8日 - 株式会社エフエムむつ設立[3]
  - 8月12日 - 放送局の予備免許取得[10]
  - 9月26日 - 愛称が「FM AZUR」に決定[3]
  - 9月30日
    - 放送局の免許取得、資本金は6千万円[6][11]
    - むつ市と「放送委託契約」を締結[3]

  - 10月1日 - 正午に開局[12][11]
- 2001年（平成13年）8月8日 - 空中線電力を10Wから20Wに増力[3]
- 2006年（平成18年）4月18日 - むつ来さまい館から放送開始[3]
- 2007年（平成19年）
  - 8月21日 - 大畑・川内・脇野沢の3中継局の予備免許取得[3]
  - 11月21日 - 3中継局の免許取得[13]
  - 11月22日 - 3中継局が開局、コミュニティ放送局として全国初の同期放送[3]
- 2012年（平成24年）9月1日 - むつ市役所のサテライトスタジオ運用開始[14]
- 2016年（平成28年）9月8日 - 資本金を3千万円に減資[14]
- 2018年（平成30年）6月1日 - JCBAインターネットサイマルラジオによるインターネット配信開始[15]

## 主な番組
- 海上自衛隊アワー - 大湊地方隊制作（月 - 金 7:00 - 7:30、14:30 - 15:00）
- モーニング ブリーズ（月 - 木 9:00 - 10:00）
- アジュール ランチタイム チャット（月 - 金 12:00 - 12:50）
- ともしび〈読書感想文コンクール・交通作品コンクール・福祉作文コンクール・防犯弁論大会の入賞作品紹介〉（月 - 金 13:00 - 13:05）
- 音楽玉手箱スペシャル（月 - 金 20:00 - 21:00、深夜1:00 - 2:00）
- 懐かしの映画音楽（月 18:00 - 18:30）
- 下北 International Nights（月 22:00 - 23:00、月 27:00 - 28:00、日 21:00 - 22:00）
- 西目ひじきのザ・エバー・グリーン（木 22:00 - 23:00、土 11:00 - 12:00、日 4:00 - 5:00）
- FMアジュール 今週のベスト10（木 18:00 - 19:00、金 4:00 - 5:00、土 20:00 - 21:00、日 6:00 - 7:00）
- 歌のない音楽館（金 18:00 - 19:00、日 17:00 - 18:00）
- スタジオ248 生放送 （土 15:00 - 17:00）
- 板橋かずゆきのミュージック・ベジタブル（日 13:00 - 13:30）[16]

### その他
- むつ市広報タイム（月 - 金 8:50 - 9:00、12:50 - 13:00、16:50 - 17:00）
- むつ市議会生中継（会期日程（=放送予定）は、当局ホームページ又はむつ市ホームページを参照。）

### ミュージックバード制作番組
MUSIC BIRDforコミュニティの遅れネットの番組
- 大橋美加のNice ‘N’ Easyタイム（月 11:00 - 12:00、火 4:00 - 5:00、日 23:00 - 24:00）
- ビリー諸川の昭和浪漫歌謡曲（月 19:00 - 20:00、火 10:00 - 11:00、水 4:00 - 5:00、土 6:00 - 7:00）
- 大石吾朗 Premium G（火 11:00 - 12:00、土 17:00 - 18:00、27:00 - 28:00）
- スター名曲選※ファイル配信のみで全国ネット番組（火 19:00 - 21:00、土 18:00 - 20:00、月 3:00 - 5:00）
- 週刊メディア通信（木 15:00 - 16:00、土 26:00 - 27:00）
- ゴールデン歌謡アーカイブ（水 11:00 - 12:00、木 27:00 - 28:00、日 5:00 - 6:00）
- メディアドゥ＆トーハン Presents 本屋さんへ行こう！ （木 16:00 - 16:30）
- フェーズフリーでサスティナブル「みんなのサンデー防災」（金 9:00 - 10:00、日 14:00 - 15:00、24:00 - 25:00）
- JP TOP20（火 19:00 - 21:00、水 10:00 - 12:00、日 18:00 -20:00）
- 大塚商会Presents Kazuo Yoshida's BOSSAMANIA（金 10:00 - 11:00、20:00 - 21:00）
- Welcome to SHOGI World 駒テラスへようこそ（金 26:00 - 27:00）
- カノンSound of Oasis（土 22:00 - 23:00、水 26:00 - 27:00）
- 牧山純子サウンドマリーナ（土 23:00 - 24:00、木 26:00 - 27:00）